# Данилович, Станислав
Станислав Данилович (1611—1636) — государственный и военный деятель Речи Посполитой, польский магнат, староста корсуньский и чигиринский.

## Биография
Представитель польско-украинского шляхетского рода Даниловичей герба «Сас». Сын воеводы русского Яна Даниловича (1570—1628) от второго брака с Софией Жолкевской (ок. 1590—1634).
Получил образование в европейских университетах. В 1631 году Станислав Данилович на заседании сейма в гневе отрубил старосте А. Калиновскому три пальца на правой руке. За это маршальский суд наложил на него баницию (лишение чести).
Постоянно сражался с крымскими татарами, участвуя в отражении татарских набегов на украинские земли. В 1632 году Станислав Данилович со своим надворным полком участвовал в Смоленской войне с Русским государством (1632—1634). За заслуги в русско-польской войне баниция С. Даниловича была отменена. После окончания войны проживал в Корсуне. В 1636 году продал местечко Звенигородку воеводе подольскому Адаму Казановскому.
Был женат на Марине Семашко, получив в приданое село Хупковское и часть Коблинской волости Волынского воеводства (2507 дымов).
В 1636 году Станислав Данилович разместил в Корсуне свою гвардию в казацких дворах, чем вызвал напряжение в городе. Он отобрал у крестьян слободы и разместил в них старостинских помещиков, также изгнал монахов Микулинского монастыря, который владел днепровскими угодьями из местечек, основанных старостинскими землевладельцами. Во время похода против татар в степь С. Данилович попал в плен к буджацкому мурзе Кантемиру. Сыновья Кантемира убили Даниловича, отомстив за смерть одного из сыновей Кантемира под Бурштином. Тело С. Даниловича было доставлено в Жолкву и там похоронено.